# Padilla (Cauca)
Padilla es uno de los 42 municipios del departamento de Cauca, Colombia. Está localizado en la Provincia Norte.

## Fundación
Fundada el 30 de noviembre de 1967 por Gonzalo Loboa, Marcial Aguilar, Apolinar Muñoz, Amelia Muñoz entre otros.
Su población se inicia con los esclavos que traían los colonos a estas tierras y eran liberados, como compensación por su trabajo además se les daba una porción de tierra para que la cultivaran y subsistieran, fue así como empezaron a formar sus propias familias.
Gonzalo Loboa, Antonio Muñoz, Apolinar Herrera, enviaron un memorial al señor Julio César Caicedo, solicitándole una porción de terreno para la fundación del Corregimiento de Padilla, logrando finalmente la obtención de 30 hectáreas, que dio formación al corregimiento dependiente del Municipio de Corinto Cauca.

## Geografía
Padilla se encuentra ubicado al norte del Departamento de Cauca, en la Coordenada 3 a 14° de Latitud N y 67° de Longitud Oeste. Posee una extensión de 100 km², su altura sobre el nivel del mar es de 1000 m Temperatura media 23° a 28°, lo separan de la ciudad de Cali 35 km y de Popayán Capital del Cauca 125 km. Una de sus grandes ventajas es la variedad de afluentes y ríos que lo bañan siendo este un aspecto propicio para el éxito en la producción de caña de azúcar.

### Límites
Al norte limita con el municipio de Miranda, al sur con el municipio de Guachené, al oriente con Corinto y al occidente con Puerto Tejada.

## División Político-Administrativa
Además de su Cabecera municipal. Padilla tiene bajo su jurisdicción los siguientes Centros poblados:
- Cuernavaca
- El Chamizo
- La Paila
- El Tetillo
- Yarumales
- Las Cosechas

## Vías de comunicación
El estado de las vías es aceptable en algunas áreas como la carretera que conecta a los municipios de Corinto, Miranda y Puerto Tejada.

## Servicios públicos
- Energía Eléctrica: Compañía Energética de Occidente, es la empresa prestadora del servicio de energía eléctrica.
- Gas Natural: Gases de Occidente, es la empresa distribuidora y comercializadora de gas natural en el municipio.